# Foire de Châlons
 (avril 2019).
Si vous disposez d'ouvrages ou d'articles de référence ou si vous connaissez des sites web de qualité traitant du thème abordé ici, merci de compléter l'article en donnant les références utiles à sa vérifiabilité et en les liant à la section « Notes et références ».
La Foire de Châlons est une manifestation annuelle, tenue la première semaine de septembre dans l'enceinte du parc des expositions de Châlons-en-Champagne, dans le département de la Marne. En une semaine, plus de 200 000 visiteurs ont accès à plus de 740 exposants,. 250 000 visiteurs sont comptabilisés lors de la 76eme édition en 2022. Les visiteurs viennent de toute la France et les exposants du monde entier.

## Historique
Créée en 1947 à destination du monde agricole, elle s'étend aujourd'hui au secteur marchand, à celui de services, ainsi qu'aux organisations professionnelles et syndicales. Organisée depuis l'origine par l'UCIA (Union commerciale, industrielle et artisanale), elle permet de tisser des liens entre ces univers distincts. L'organisation de concerts gratuits (compris avec l'entrée à la foire) donne un côté festif très apprécié par les visiteurs et les exposants.
L'année 2011 marque une rupture avec la rénovation progressive du parc des expositions prévue jusqu'en 2012.

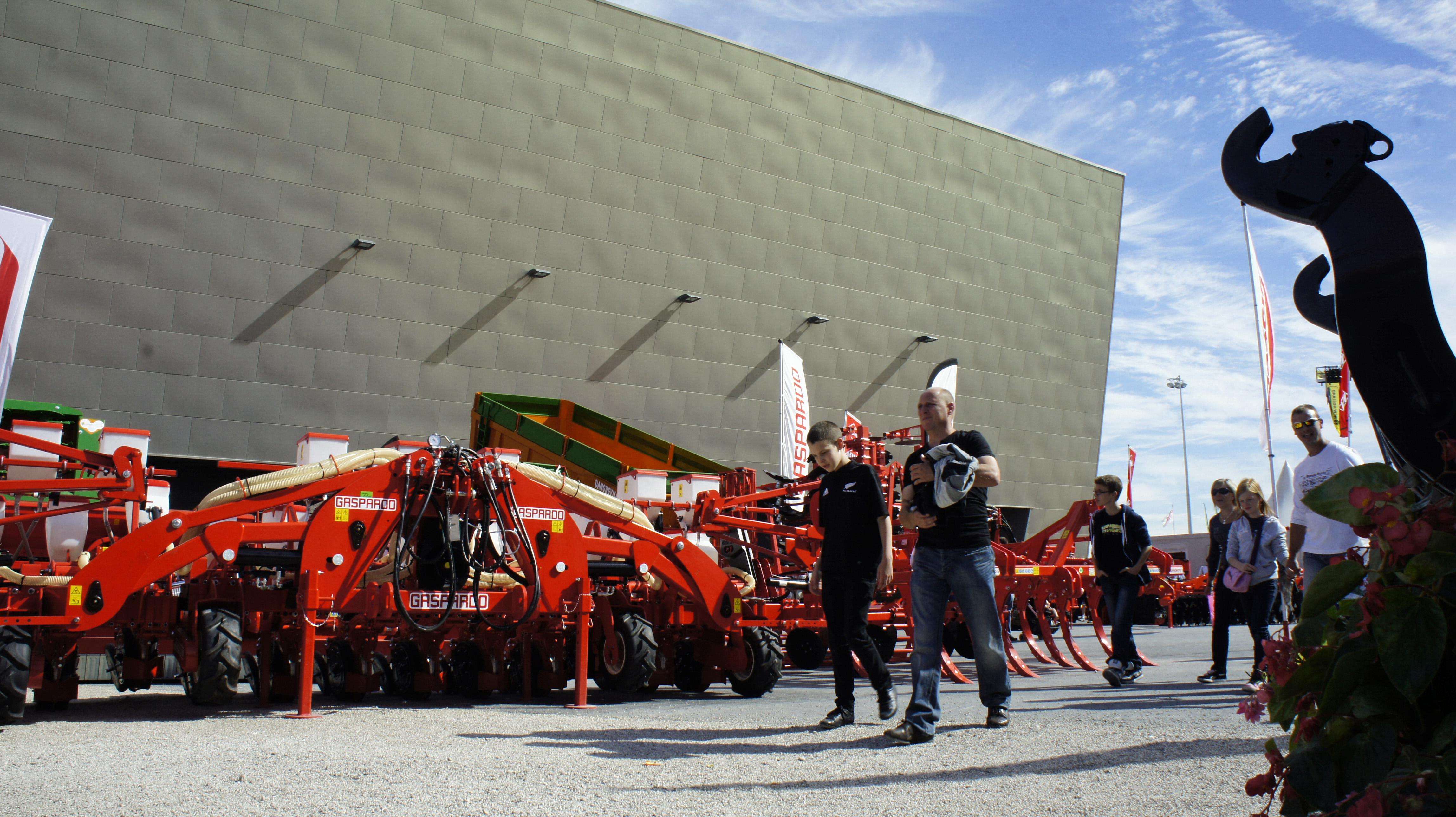
Le Capitole en Champagne hall de la foire.

Par ailleurs, bien antérieurement à cette foire moderne, la ville conservait une autorisation de huit jours de foire, par les lettres patentes des rois Charles VII de France puis Louis XI, afin de s'accroître.

## Accueil des institutions
Un moment politique, la foire a été inaugurée par Claude Bartolone en 2013, André Vallini en 2014, Manuel Valls en 2015, Gérard Larcher en 2016, Edouard Philippe en 2017.

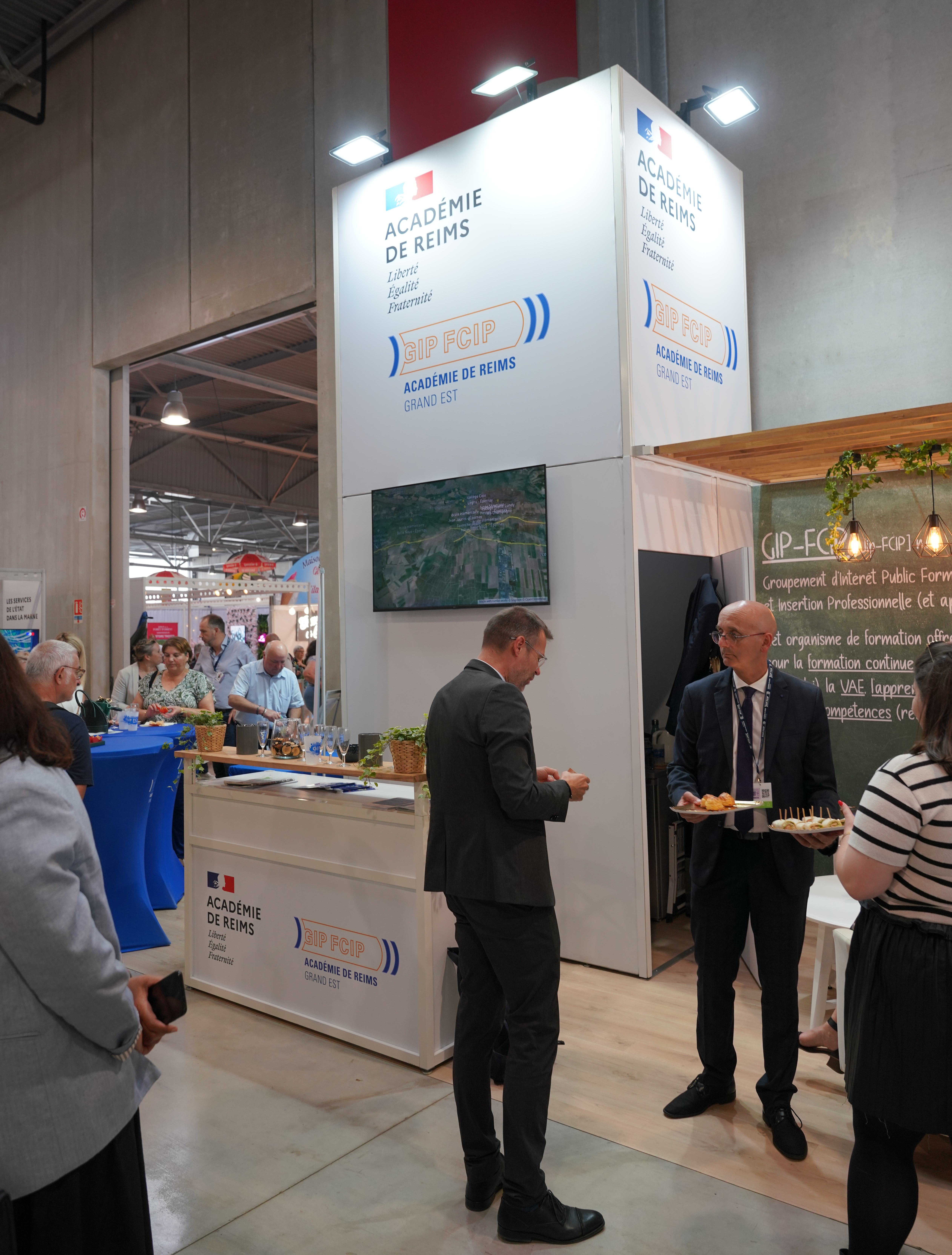
L'académie de Reims ;
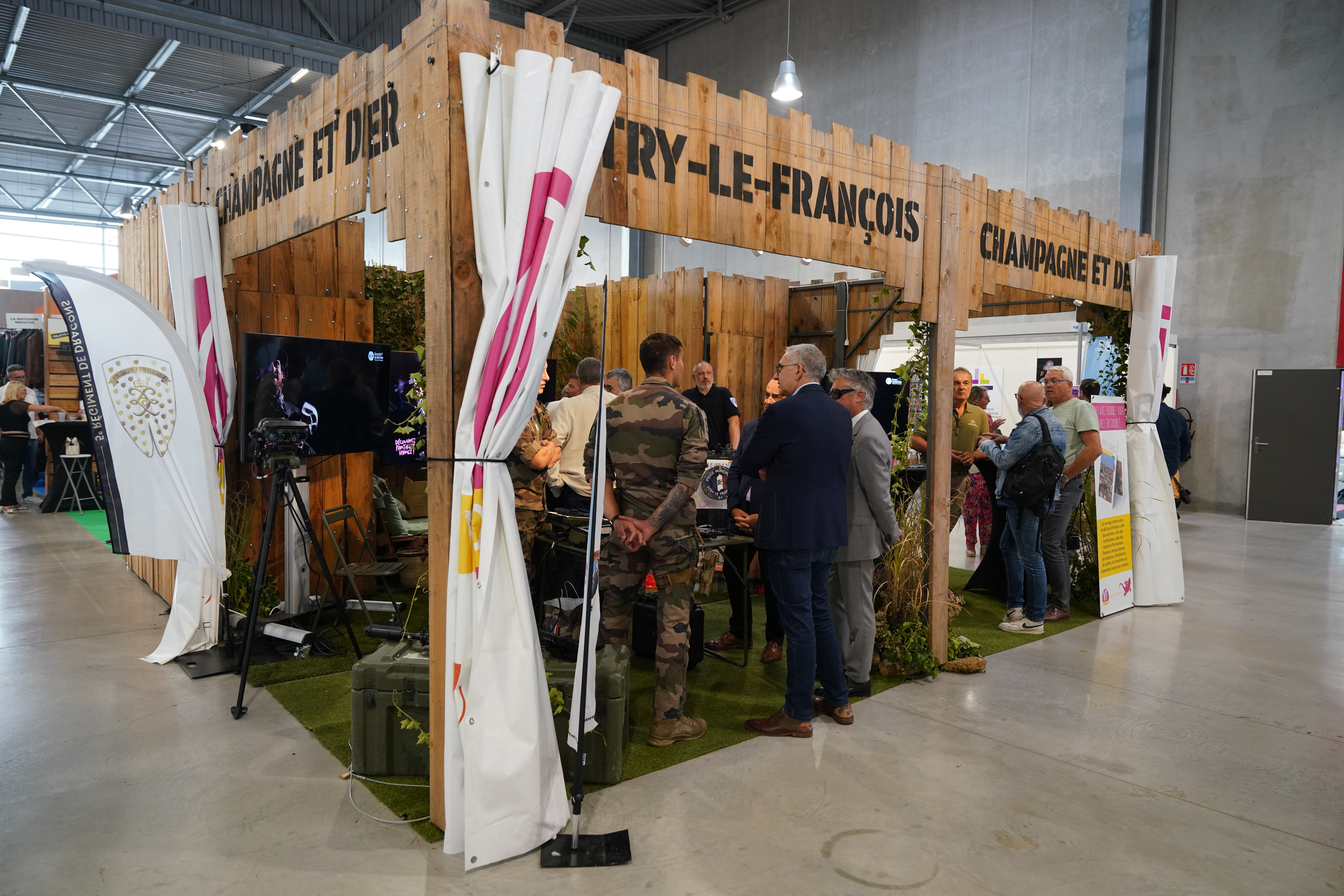
Le 5e régiment de dragons ;
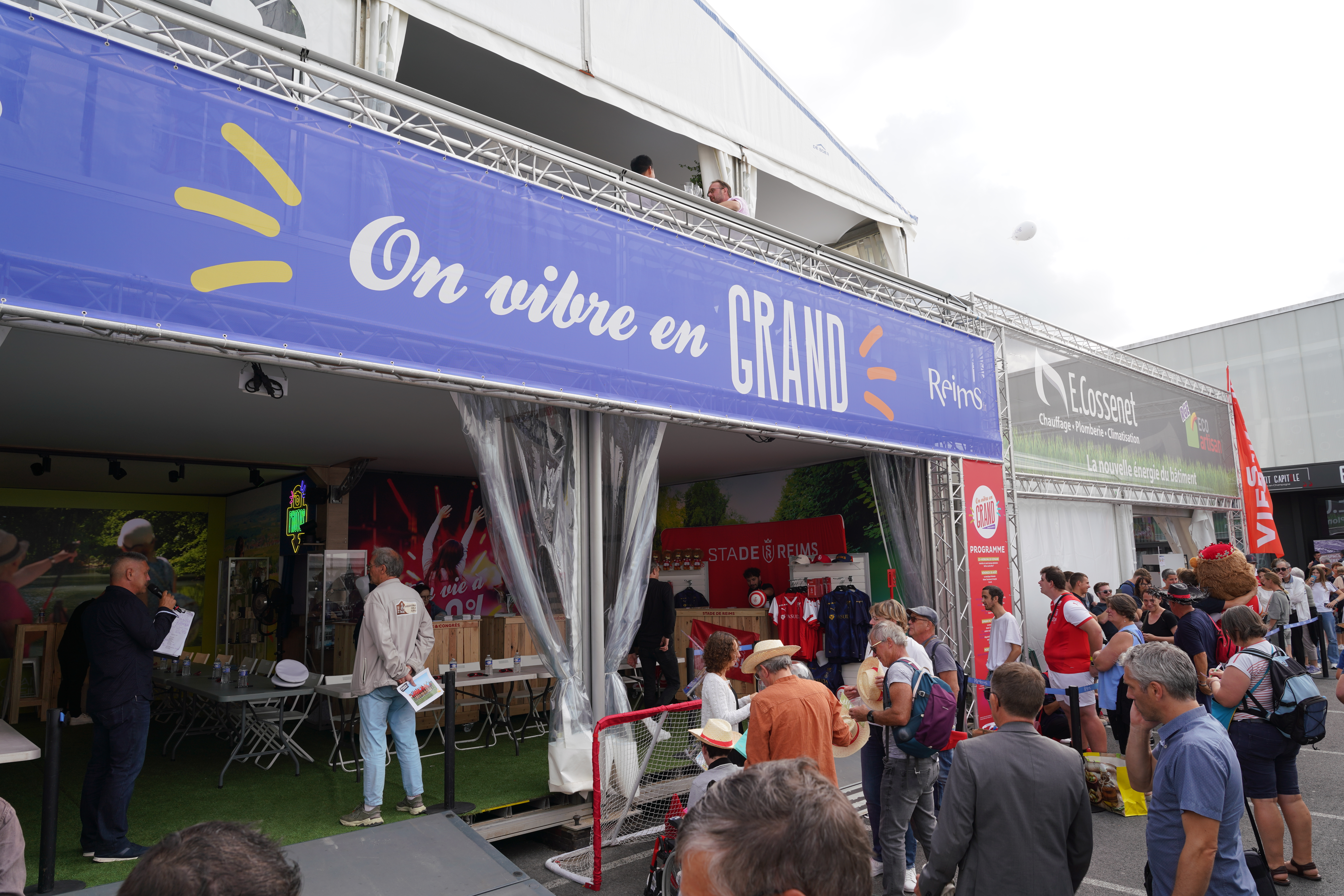
le Grand Reims ;
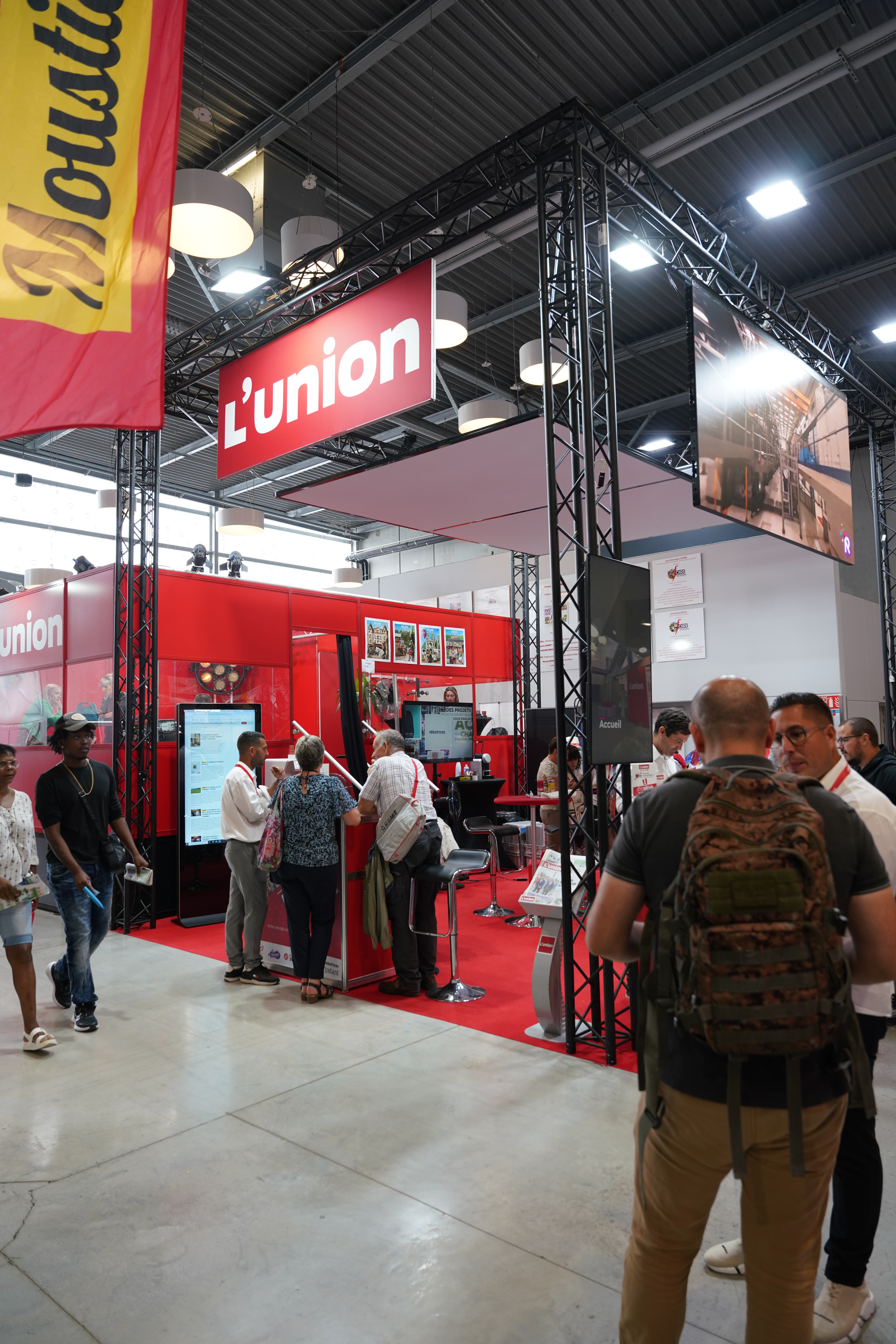
Le journal l'Union.

### Associations
C'est un lieu, pour le monde culturel et social, de rencontre à la rentrée.

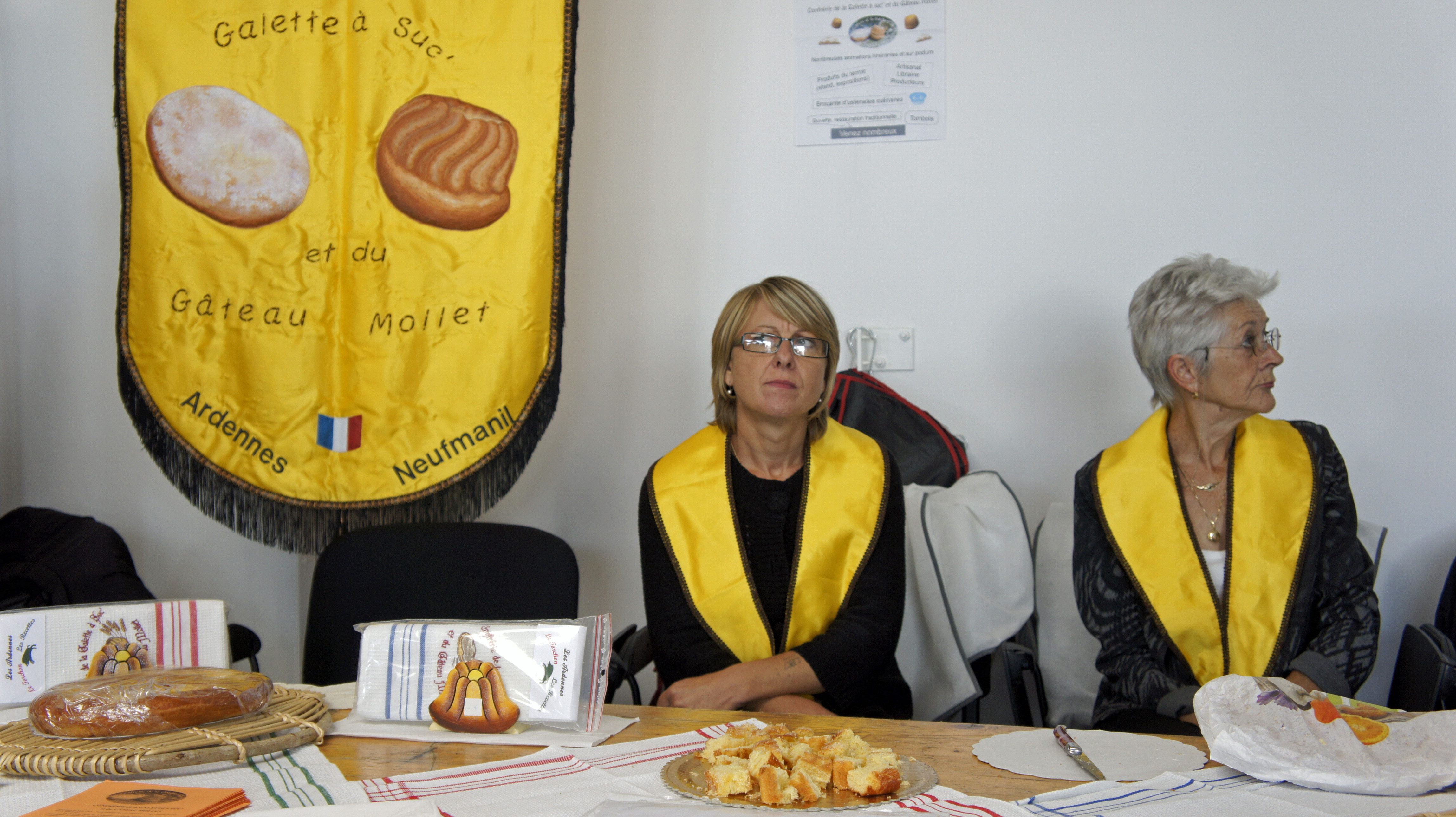
Confrérie du gâteau Mollet.
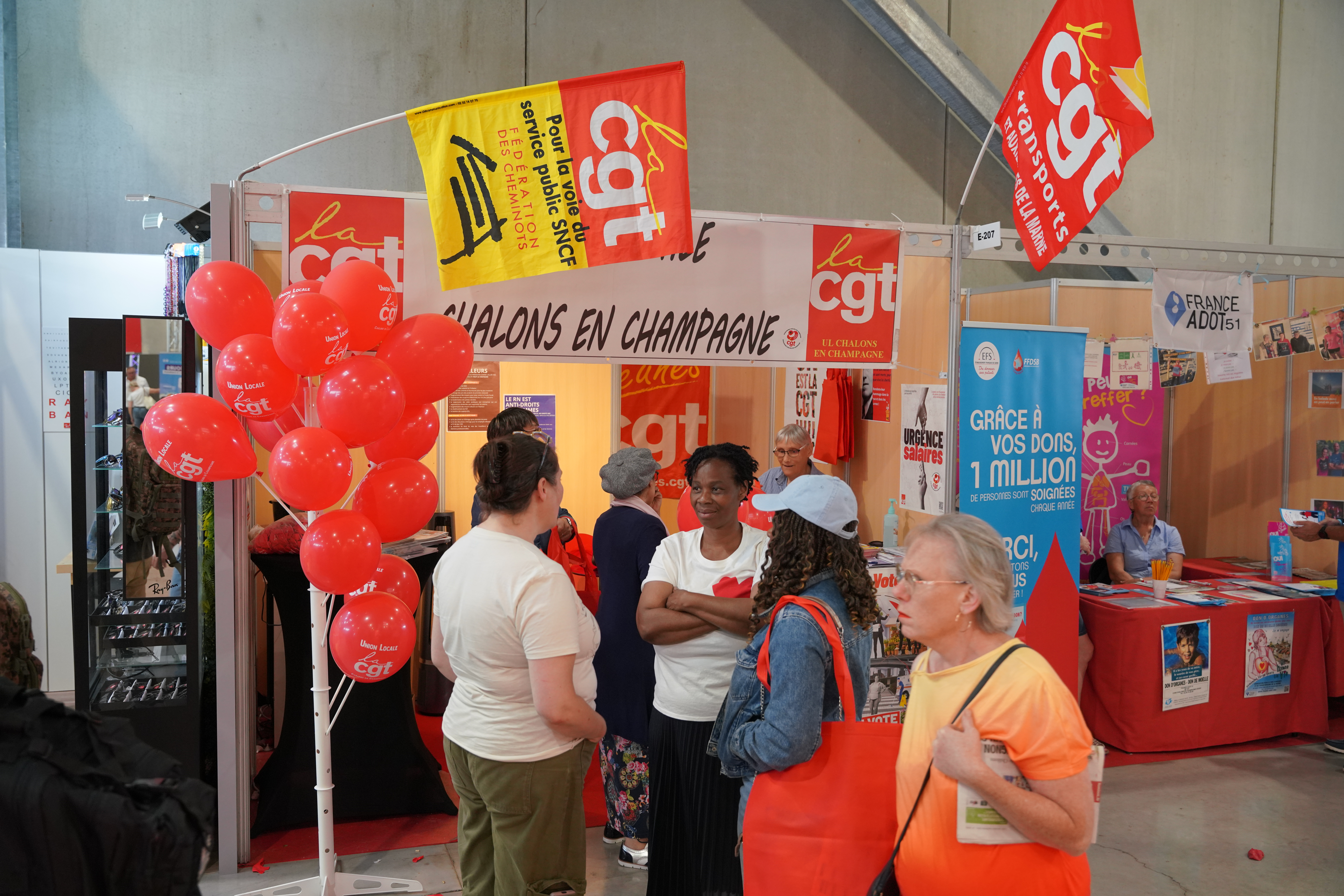
La CGT.
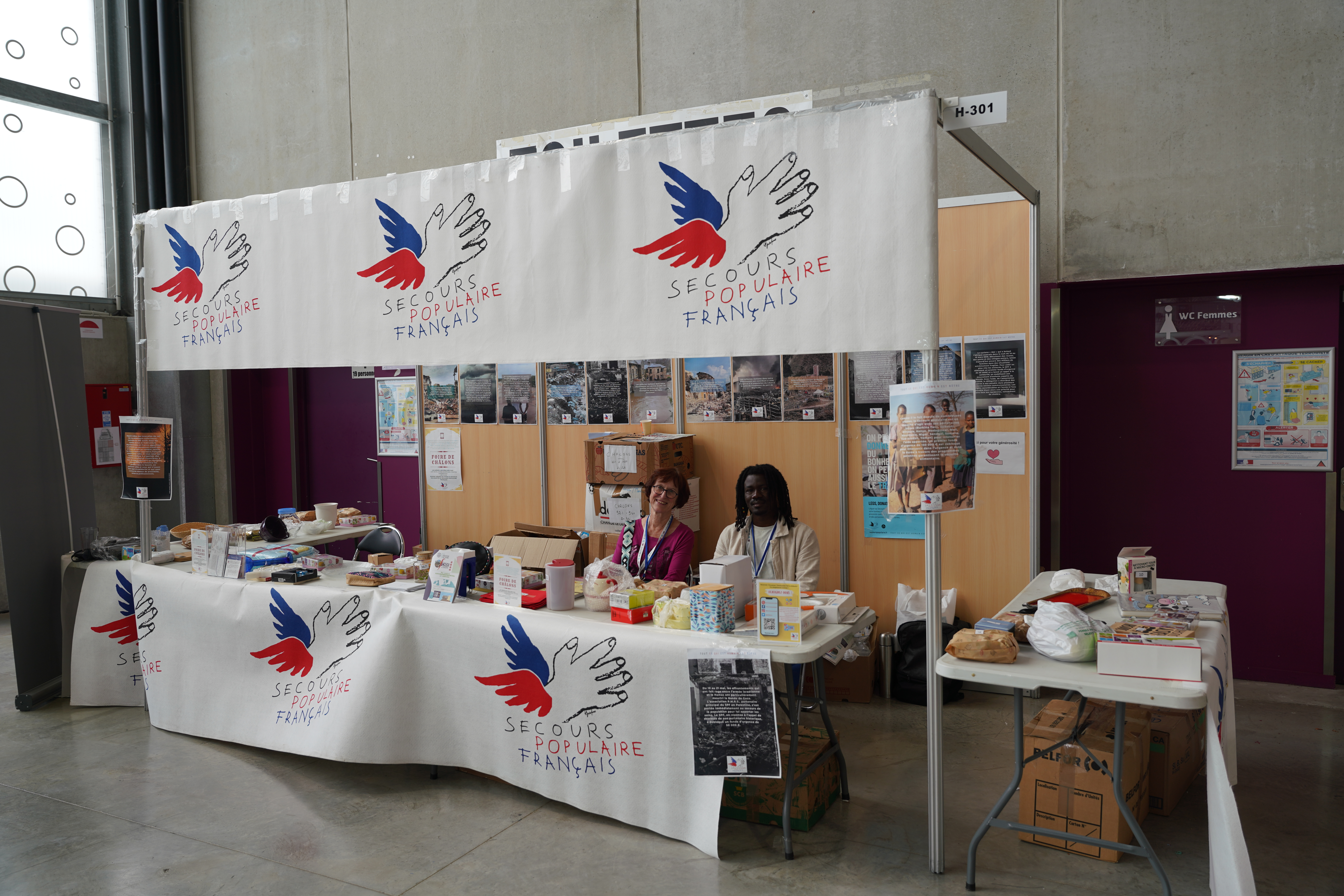
Le Secours populaire français.

### Commerciales
De nombreuses banques, des groupements coopératifs comme Vivescia pour les céréales ou Tereos pour le sucre, la CCI, des groupes de production ou de commercialisation du Champagne, de machines agricoles ...

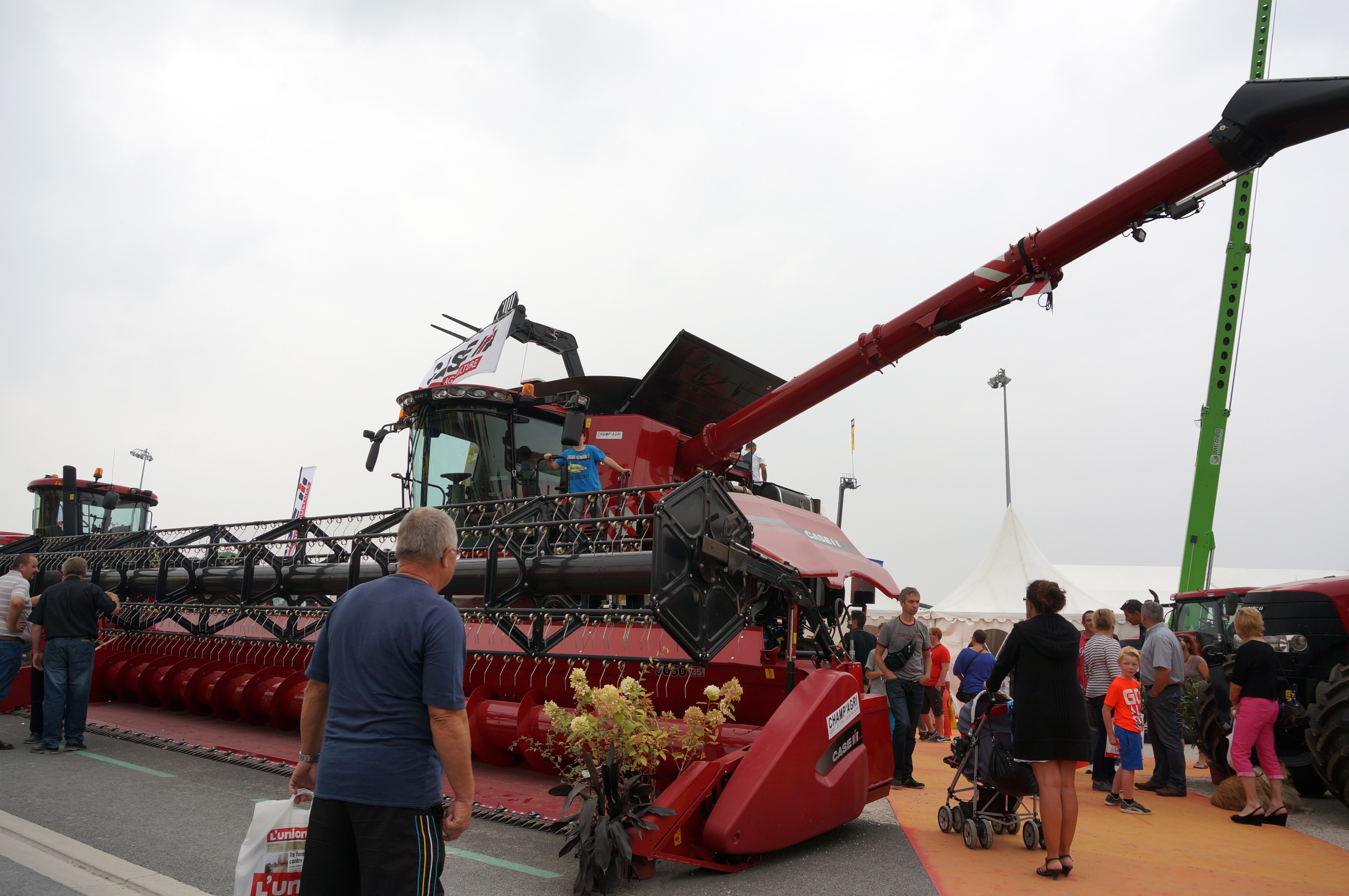
Moissonneuse.
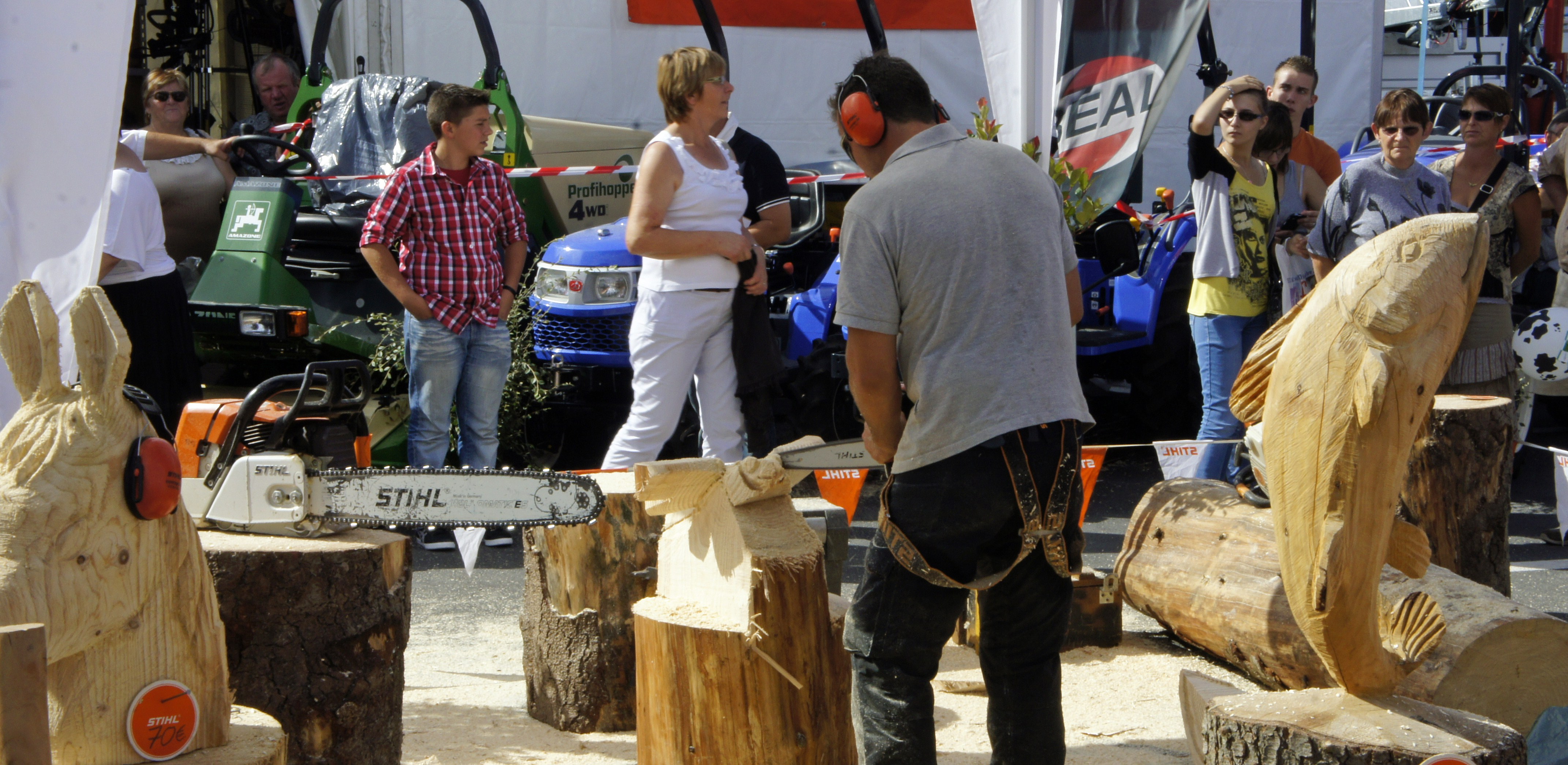
Démonstration de matériel agricole.
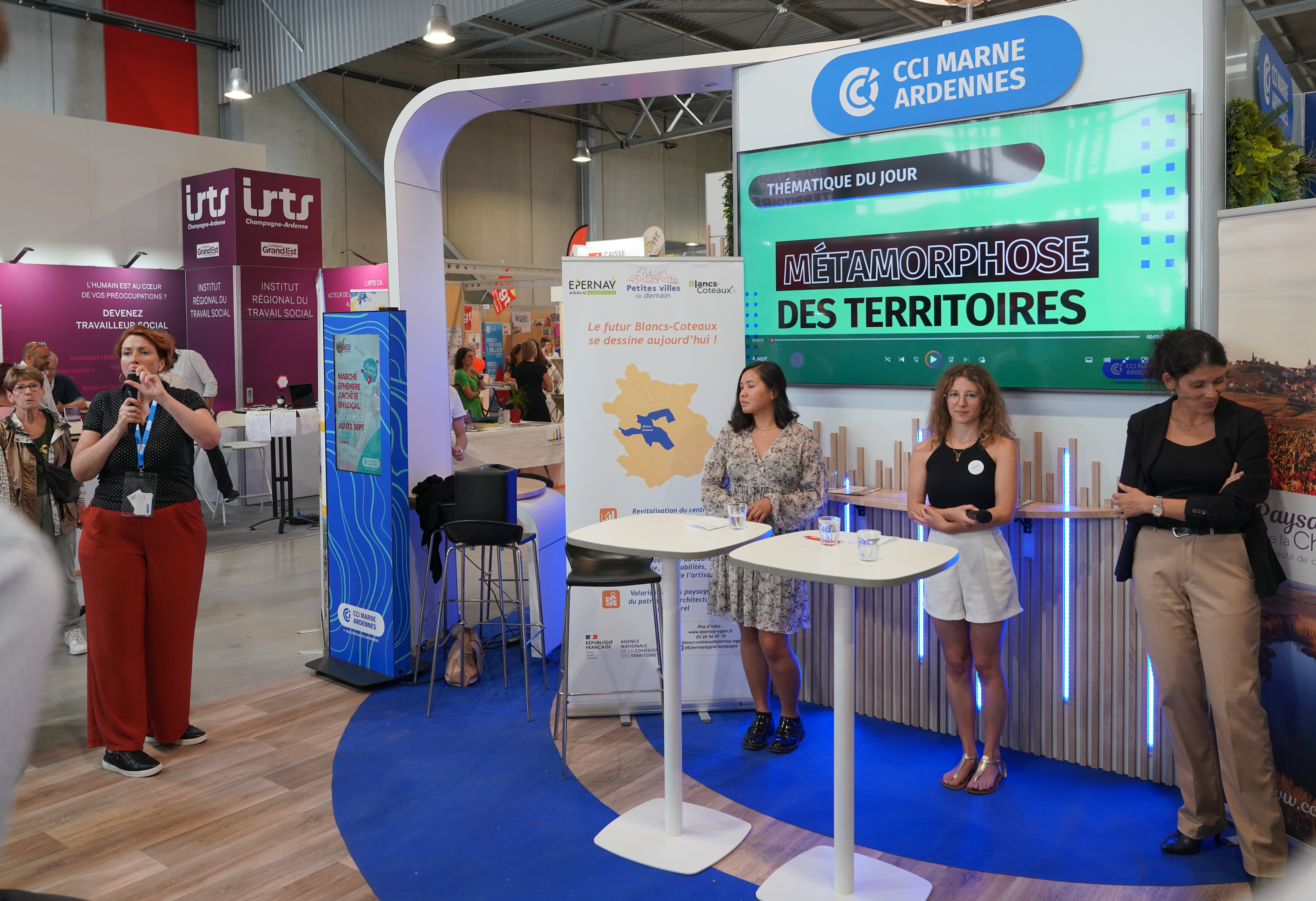
Chambre de Commerce et d'Industrie.

Et aussi un ensemble de conférences et de rencontres, plus de deux cents en 2017.

## Programmation des concerts

### 53efoire(1999)
- 28/08/1999 : Manau
- 29/08/1999 : Gold
- 30/08/1999 : Glenn Miller Memorial
- 31/08/1999 : Carole Fredericks
- 01/09/1999 : Images
- 02/09/1999 : Gérard Lenorman
- 03/09/1999 : Sheila
- 04/09/1999 : Jacques Higelin
- 05/09/1999 : Concert TF1

### 54efoire(2000)
- 27/08/2000 :
- 28/08/2000 :
- 29/08/2000 : Patricia Kaas
- 30/08/2000 :
- 31/08/2000 : Herbert Léonard
- 01/09/2000 : Larusso
- 02/09/2000 : Eddy Mitchell
- 03/09/2000 : 2Be3

### 55efoire(2001)
- 01/09/2001 : Plateau années 1980 (Gérard Blanc, Jean-Pierre François, Desireless, Lio, Caroline Loeb)
- 02/09/2001 : Plateau Dance (Daddy DJ, Da Muttz, Lorie, Salomé de Bahia)
- 03/09/2001 : Christian Morin et Richard Anthony
- 04/09/2001 :
- 05/09/2001 : Patrick Bruel
- 06/09/2001 : Frank Michael
- 07/09/2001 : Pierre Perret
- 08/09/2001 : Hélène Ségara
- 09/09/2001 : Philippe Lavil

### 56efoire(2002)
- 31/08/2002 : Hugues Aufray
- 01/09/2002 : Phil Barney et Marlène
- 02/09/2002 : Didier Lockwood
- 03/09/2002 : Garou
- 04/09/2002 : Tri Yann
- 05/09/2002 : Marcel Amont, plateau accordéon (Yvette Horner, etc.)
- 06/09/2002 : Bernard Lavilliers
- 07/09/2002 : Natasha St-Pier
- 08/09/2002 : Yves Duteil

### 57efoire(2003)
- 30/08/2003 : Florent Pagny
- 31/08/2003 : Bagad de Lann-Bihoué
- 01/09/2003 : Star Academy / Robert Charlebois
- 02/09/2003 : Sheila
- 03/09/2003 : Marc Lavoine
- 04/09/2003 : Damien Berezinski / Salvatore Adamo
- 05/09/2003 : Jean-Louis Aubert
- 06/09/2003 : M6 Music Live (Leslie / Jonatan Cerrada / Mis-Teeq)
- 07/09/2003 : La Compagnie créole

### 58efoire(2004)
- 28/08/2004 : Stephan Eicher
- 29/08/2004 : Patricia Kaas
- 30/08/2004 : Dave
- 31/08/2004 : Henri Salvador
- 01/09/2004 : Garou
- 02/09/2004 : Daniel Guichard
- 03/09/2004 : Soirée celtique (Males de mer / Katé-Mé / Tri Yann)
- 04/09/2004 : M6 Music Live (Emma Daumas, Billy Crawford, Rohff, K. Maro, etc.)
- 05/09/2004 : Claude Barzotti

### 59efoire(2005)
- 27/08/2005 : Renaud Hantson, Roland, Lukas Delcourt, Mervyn, Pierrick Lilliu, Georges Alain Jones, Jean Sébastien Lavoie (Nouvelle Star et Star Academy)
- 28/08/2005 : Frank Michael
- 29/08/2005 : Claude Bolling
- 30/08/2005 : Zazie
- 31/08/2005 : Dany Brillant
- 01/09/2005 : Hervé Vilard
- 02/09/2005 : Véronique Sanson
- 03/09/2005 : Chimène Badi
- 04/09/2005 : Bernard Lavilliers

### 60efoire(2006)
- 26/08/2006 : Lara Fabian
- 27/08/2006 : Âge tendre et Têtes de bois (Richard Anthony, Michèle Torr, Frank Alamo, etc.)
- 28/08/2006 : Cock Robin
- 29/08/2006 : Louis Bertignac
- 30/08/2006 : Soirée Celtique avec Alan Stivell et Celtic Dances
- 31/08/2006 : Pascal Sevran
- 01/09/2006 : Charlélie Couture et Cali
- 02/09/2006 : Raphael
- 03/09/2006 : Natasha St-Pier

### 61efoire(2007)
- 31/08/2007 : Nouvelle Star avec Julien Doré
- 01/09/2007 : Trust
- 02/09/2007 : Pierre Perret
- 03/09/2007 : Michel Delpech
- 04/09/2007 : Axelle Red
- 05/09/2007 : Yannick Noah
- 06/09/2007 : Michel Polnareff
- 07/09/2007 : Julien Clerc
- 08/09/2007 : Zazie
- 09/09/2007 : Johnny Clegg

### 62efoire(2008)
- fréquentation : 209 834 visiteurs[réf. nécessaire]

- 29/08/2008 : Calogero
- 30/08/2008 : Tri Yann et Carlos Núñez
- 31/08/2008 : Jenifer
- 01/09/2008 : Richard Gotainer
- 02/09/2008 : Dany Brillant
- 03/09/2008 : Cali
- 04/09/2008 : Herbert Léonard
- 05/09/2008 : Laurent Gerra
- 06/09/2008 : Bernard Lavilliers
- 07/09/2008 : Kool and the Gang

### 63efoire(2009)
- 28/08/2009 : Michaël Gregorio
- 29/08/2009 : Hélène Ségara
- 30/08/2009 : Grégoire
- 31/08/2009 : Murray Head
- 01/09/2009 : Thomas Dutronc
- 02/09/2009 : Roger Hodgson de Supertramp
- 03/09/2009 : Gilbert Montagné
- 04/09/2009 : Patricia Kaas
- 05/09/2009 : Christophe
- 06/09/2009 : ABBAmania

### 64efoire(2010)
- 27/08/2010 : Amel Bent
- 28/08/2010 : Gérald de Palmas
- 29/08/2010 : Nolwenn Leroy
- 30/08/2010 : Yvan Le Bolloc'h et Ma guitare s’appelle reviens
- 31/08/2010 : Marc Lavoine
- 01/09/2010 : Superbus
- 02/09/2010 : Frank Michael
- 03/09/2010 : Olivia Ruiz
- 04/09/2010 : Emmanuel Moire et Amandine Bourgeois

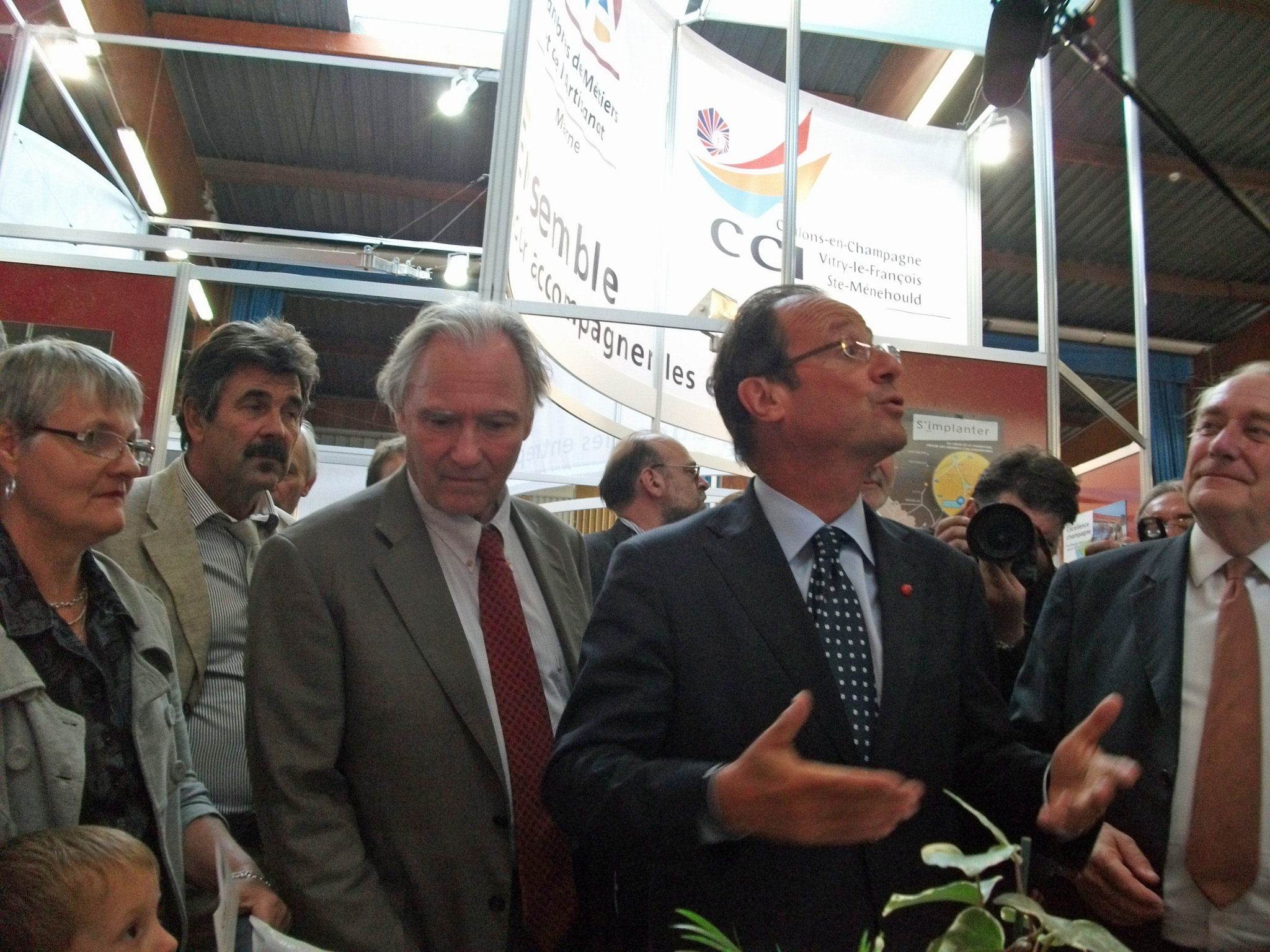
Une visite du candidat François Hollande accompagné de Jean-Paul Bachy président de la région.

- 05/09/2010 : Jacques Dutronc

### 65efoire(2011)
- fréquentation : 215 382 visiteurs[réf. nécessaire]

- 26/08/2011 : BB Brunes
- 27/08/2011 : Cali
- 28/08/2011 : The Rabeats
- 29/08/2011 : M. Pokora
- 30/08/2011 : Zaz
- 31/08/2011 : Gaëtan Roussel
- 01/09/2011 : Serge Lama
- 02/09/2011 : Jean-Louis Aubert
- 03/09/2011 : Bernard Lavilliers
- 04/09/2011 : Yannick Noah
- 05/09/2011 : Ben l'Oncle Soul

### 66efoire(2012)
- fréquentation : 219 026 visiteurs[réf. nécessaire]

- 31/08/2012 : Chimène Badi

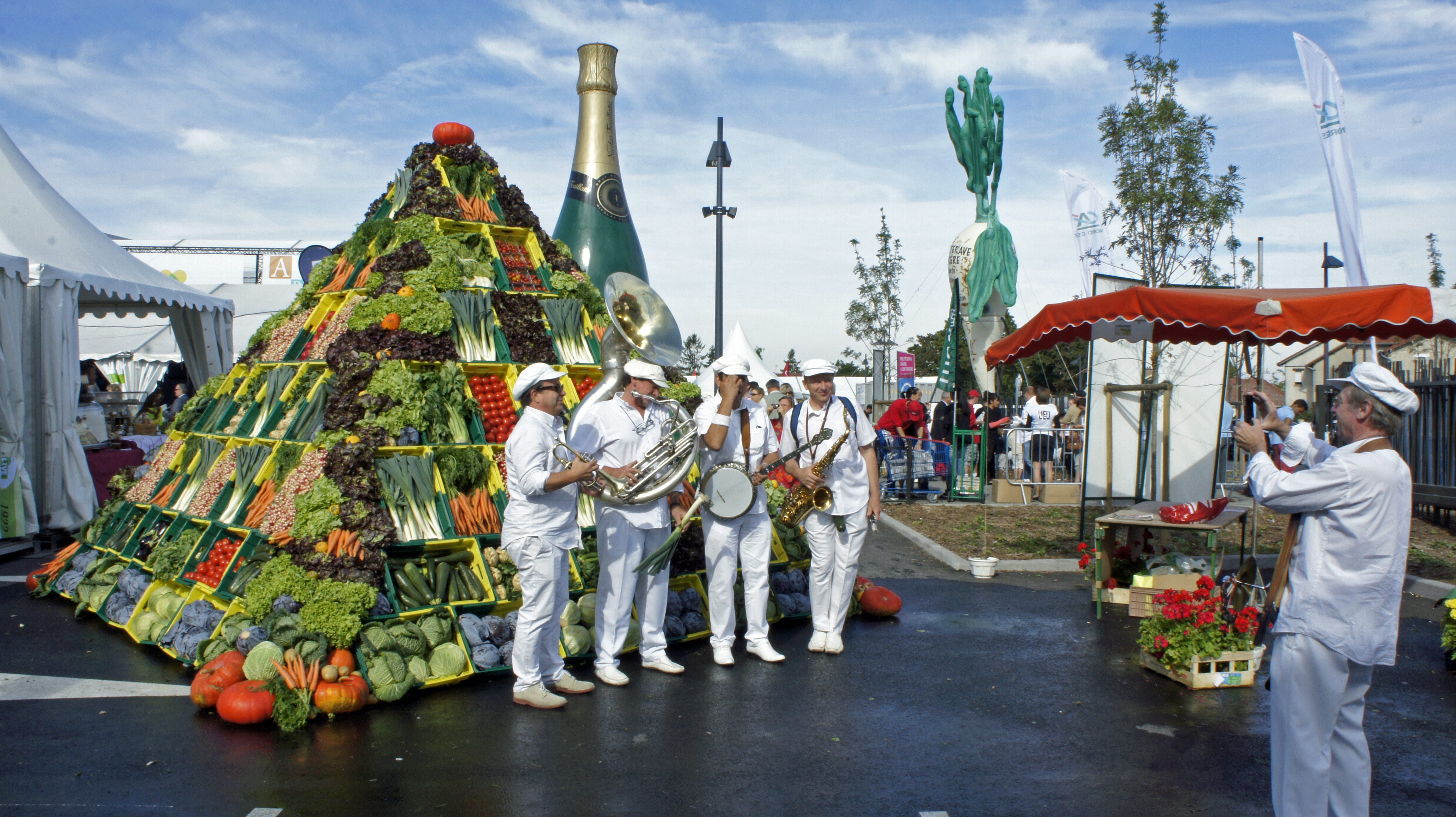
Une aubade à l'entrée.

- 01/09/2012 : Hubert-Félix Thiéfaine
- 02/09/2012 : Nolwenn Leroy
- 03/09/2012 : Orelsan
- 04/09/2012 : RFM Party 80
- 05/09/2012 : Bénabar
- 06/09/2012 : Michel Delpech
- 07/09/2012 : Earth, Wind and Fire
- 08/09/2012 : Julien Clerc
- 09/09/2012 : Louis Bertignac
- 10/09/2012 : Brigitte

### 67efoire(2013)
- fréquentation : 221 271 visiteurs[réf. nécessaire]

- 30/08/2013 : Sexion d'assaut
- 31/08/2013 : Rose et Raphael
- 01/09/2013 : Jenifer

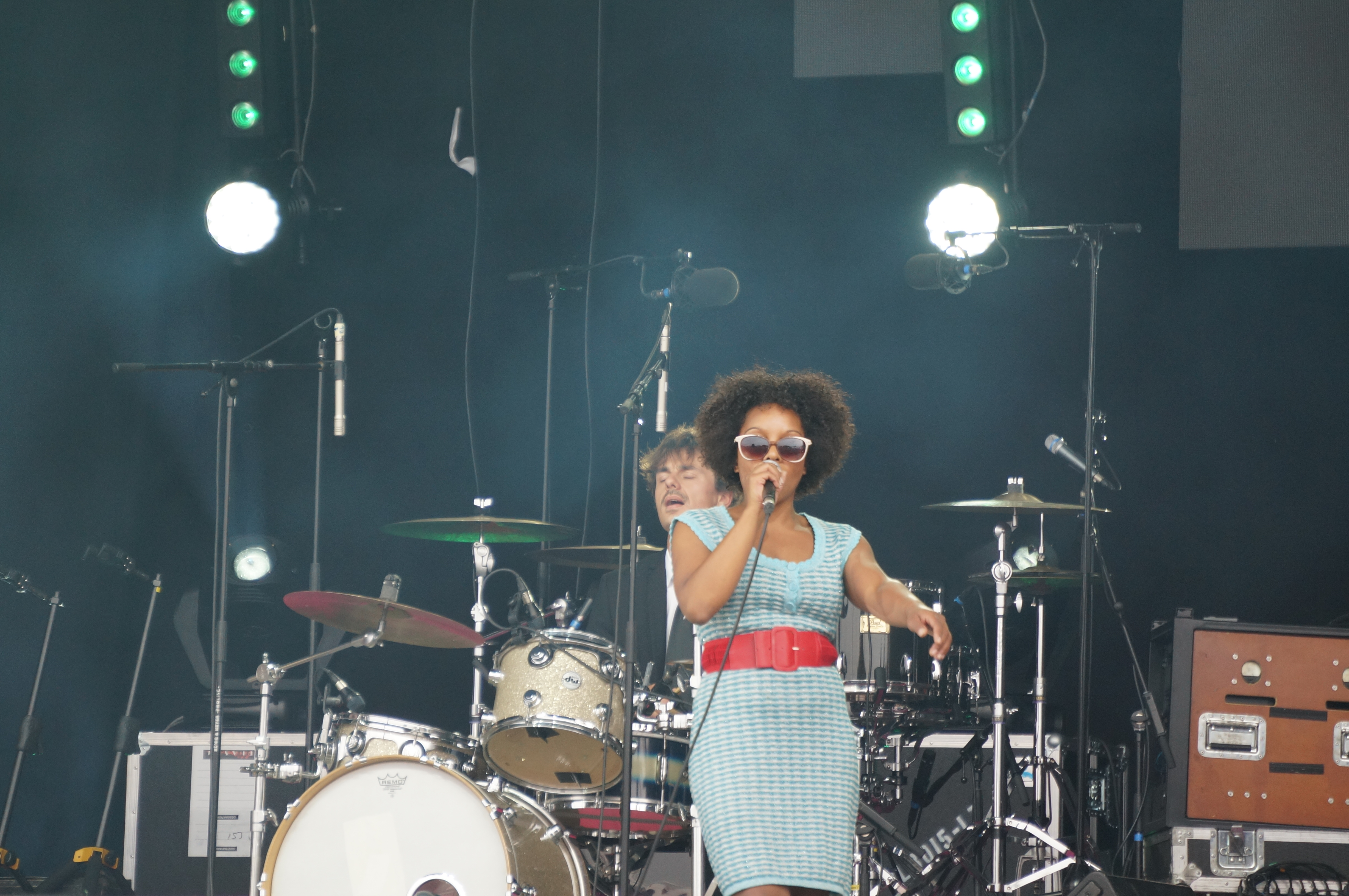
La première partie de Jenifer.

- 02/09/2013 : Superbus et Elmer Food Beat
- 03/09/2013 : Dany Brillant
- 04/09/2013 : Tri Yann
- 05/09/2013 : Gérard Lenorman
- 06/09/2013 : Joe Cocker
- 07/09/2013 : Marc Lavoine
- 08/09/2013 : Patrick Bruel
- 09/09/2013 : Amaury Vassili

### 68efoire(2014)
fréquentation : 225 028 visiteurs[réf. nécessaire]

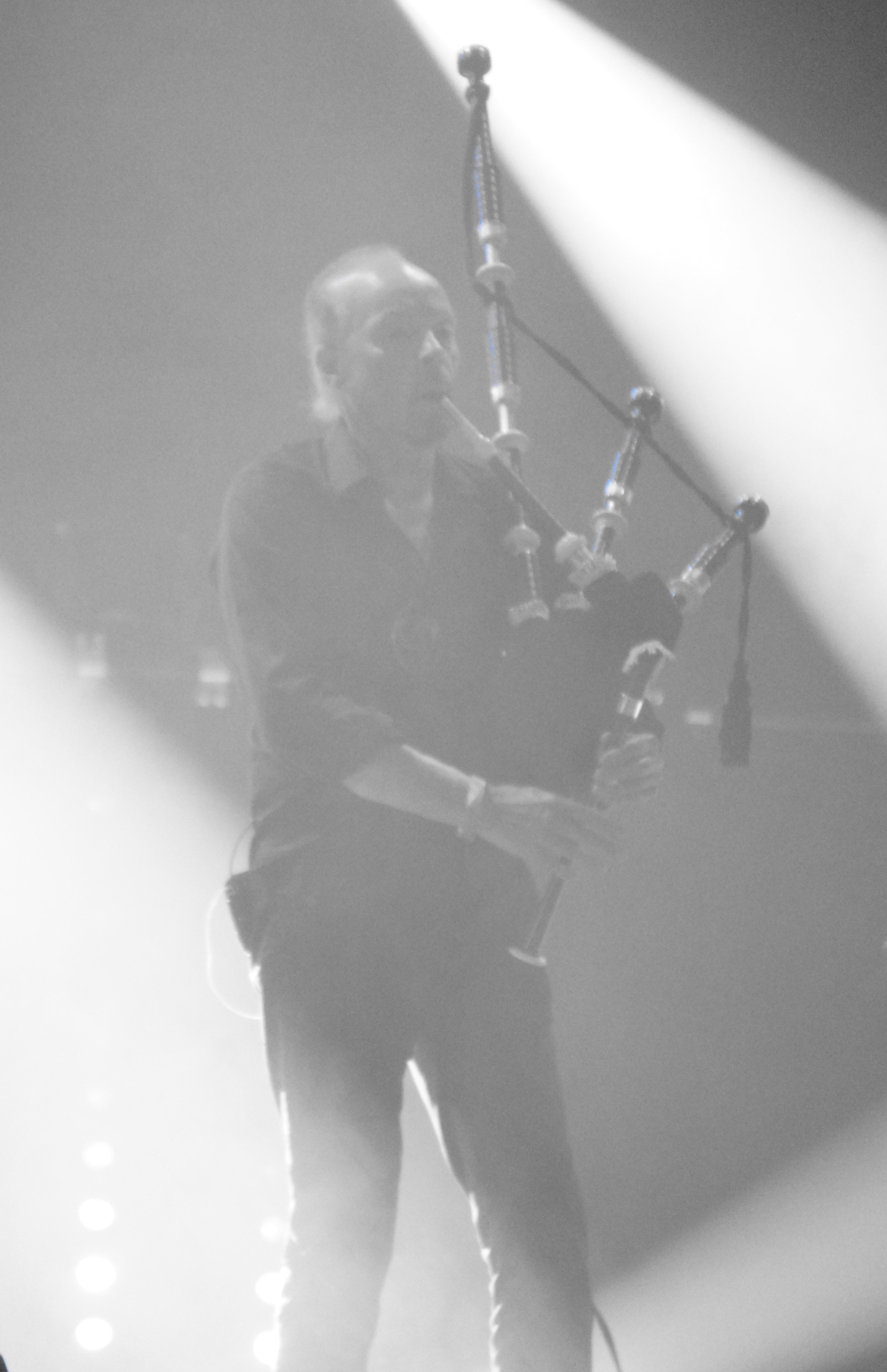
Alan Stivell en concert.

- 29/08/2014 : Carrefour de Stars Champagne FM avec Kyo, Julian Perretta, Maude, Corson, Porcelain Black, Fréro Delavega
- 30/08/2014 : Les Aventuriers d'un autre monde avec Cali, Raphael, Téléphone, Guillaume Grand, Mademoiselle K
- 31/08/2014 : Christophe Maé
- 01/09/2014 : Soirée Celtique avec Alan Stivell, Celtic Legends, Cécile Corbel
- 02/09/2014 : Garou
- 03/09/2014 : Michaël Gregorio
- 04/09/2014 : Salvatore Adamo
- 05/09/2014 : Pascal Obispo
- 06/09/2014 : Natasha St-Pier et Tal
- 07/09/2014 : Michel Fugain et Pluribus
- 08/09/2014 : Daniel Guichard

### 69efoire(2015)
fréquentation : 251 561 visiteurs[réf. nécessaire]
- 28/08/2015 : Black M
- 29/08/2015 : Shaka Ponk
- 30/08/2015 : Deep Purple
- 31/08/2015 : Hélène Ségara
- 01/09/2015 : Carrefour de Stars Champagne FM avec Julian Perretta, Keen'V, Youssoupha, Magic System, Soprano, Álvaro Soler, Marina Kaye
- 02/09/2015 : The Voice
- 03/09/2015 : Frédéric François
- 04/09/2015 : Matthieu Chedid et La famille Chedid (Louis Chedid, Nach et Joseph Chedid)
- 05/09/2015 : M. Pokora
- 06/09/2015 : Calogero
- 07/09/2015 : Frank Michael

### 70efoire(2016)
fréquentation : 237 000 visiteurs[réf. nécessaire]
- 26/08/2016 : Dire Straits Legacy
- 27/08/2016 : Maitre Gims
- 28/08/2016 : Plateau Anniversaire avec Émile et Images, John Mamann, Cris Cab, Amir et The Voice
- 29/08/2016 : The Avener et The Shoes
- 30/08/2016 : Carrefour de Stars Champagne FM avec Black M, Tal, Kids United, Slimane, Ridsa, Unicq, Damien Lauretta (en), Nemo Schiffman
- 31/08/2016 : Pascal Obispo
- 01/09/2016 : Enrico Macias, Boulevard des airs et Puggy
- 02/09/2016 : Alain Souchon et Laurent Voulzy
- 03/09/2016 : Manu Chao
- 04/09/2016 : Kendji Girac
- 05/09/2016 : Alain Chamfort

### 71efoire(2017)
fréquentation : 247 567 visiteurs[réf. nécessaire]
- 01/09/2017 : Carrefour de Stars Champagne FM avec Arcadian, Black M, Vitaa, Nazim, Marina Kaye, Christophe Willem, Loïc Nottet, Lisandro Cuxi, Tydiaz, Ridsa, Kamaleon
- 02/09/2017 : Kids United et FFF
- 03/09/2017 : Christophe Maé
- 04/09/2017 : Bob Sinclar
- 05/09/2017 : Gérald De Palmas
- 06/09/2017 : Patrick Sébastien
- 07/09/2017 : Pierre Perret
- 08/09/2017 : Patricia Kaas
- 09/09/2017 : M. Pokora
- 10/09/2017 : Renaud
- 11/09/2017 : Dave

### 72efoire(2018)
fréquentation : 241 090 visiteurs[réf. nécessaire]
- 31/08/2018 : Carrefour de Stars Champagne FM avec Bob Sinclar, Vitaa, Jérémy Frérot, Gaëtan Roussel, Charlie Winston, Agustín Galiana, Julian Perretta
- 01/09/2018 : Bigflo et Oli
- 02/09/2018 : Gauvain Sers et Claudio Capéo
- 03/09/2018 : Yuksek et ALB
- 04/09/2018 : Bernard Lavilliers
- 05/09/2018 : Julien Clerc
- 06/09/2018 : Sheila
- 07/09/2018 : Nolwenn Leroy
- 08/09/2018 : IAM
- 09/09/2018 : Calogero
- 10/09/2018 : Philippe Lavil et Ève Angeli

### 73efoire(2019)
fréquentation : 261 670 visiteurs[réf. nécessaire]
- 30/08/2019 : Carrefour de Stars Champagne FM avec Claudio Capéo, Shy'm, Black M ,The Avener, Kyo, Madame Monsieur , Ridsa , BB Brunes
- 31/08/2019 : Maitre Gims
- 01/09/2019 : Zaz
- 02/09/2019 : Keen'V
- 03/09/2019 : Amir
- 04/09/2019 : Kendji Girac
- 05/09/2019 : Salvatore Adamo
- 06/09/2019 : Pascal Obispo
- 07/09/2019 : Kassav'
- 08/09/2019 : Patrick Bruel
- 09/09/2019 : Patrick Sébastien

### 74efoire(2020, annulée)
- 04/09/2020 : Bob Sinclar
- 05/09/2020 : Vitaa et Slimane
- 06/09/2020 : Jean-Baptiste Guégan
- 07/09/2020 : Yves Duteil
- 08/09/2020 : Trust
- 09/09/2020 : Les Innocents
- 10/09/2020 : Matt Pokora
- 11/09/2020 : Black M
- 12/09/2020 : Carrefour de Stars Champagne FM avec Trois Cafés Gourmands, Tryo, Claudio Capéo, Boulevard des Airs,Keen'V, Sound of Legend, Tibz, Gavin James
- 13/09/2020 : Christophe Mae
- 14/09/2020 : Chimène Badi

### 75efoire(2021)
fréquentation : 206 000 visiteurs[réf. nécessaire]
- 03/09/2021: Jean-Louis Aubert
- 04/09/2021: Benjamin Biolay
- 05/09/2021: Kendji Girac
- 06/09/2021: Suzane
- 07/09/2021: Trust
- 08/09/2021: Les Innocents
- 09/09/2021: Yves Duteil
- 10/09/2021: Véronique Sanson
- 11/09/2021: Carrefour de stars Champagne FM avec Trois Cafés gourmands, Kyo, Céphaz, Amel Bent, Flo Delavega
- 12/09/2021: Bob Sinclar
- 13/09/2021: Chimène Badi

### 76efoire(2022)
- 02/09/2022: Carrefour de stars Champagne Fm avec Soprano Keen'V Mentissa Claudio Capeo Sound of legend
- 03/09/2022: Christophe Mae
- 04/09/2022: Clara Luciani
- 05/09/2022: Hélène Ségara
- 06/09/2022: Superbus
- 07/09/2022: Bénabar
- 08/09/2022: Naps et Big Ali
- 09/09/2022: Bernard Lavilliers
- 10/09/2022: Thomas Dutronc et Jacques Dutronc
- 11/09/2022: Mc Solaar[8]
- 12/09/2022: Enrico Macias

### 77efoire(2023)
- 01/09/2023: Carrefour de stars Champagne Fm avec Vitaa, Gregoire,Marina Kaye,Christophe Willem et Chillo
- 02/09/2023: Florent Pagny
- 03/09/2023: Kendji Girac
- 04/09/2023: Michel Jonasz
- 05/09/2023: Louis Bertignac
- 06/09/2023: Jenifer
- 07/09/2023: Gims et Dadju
- 08/09/2023: Tournée années 80[Laquelle ?]
- 09/09/2023: Mika
- 10/09/2023: Patrick Sebastien
- 11/09/2023: Gilbert Montagné

78e foire ( 2024 ) 

### 78efoire(2024)

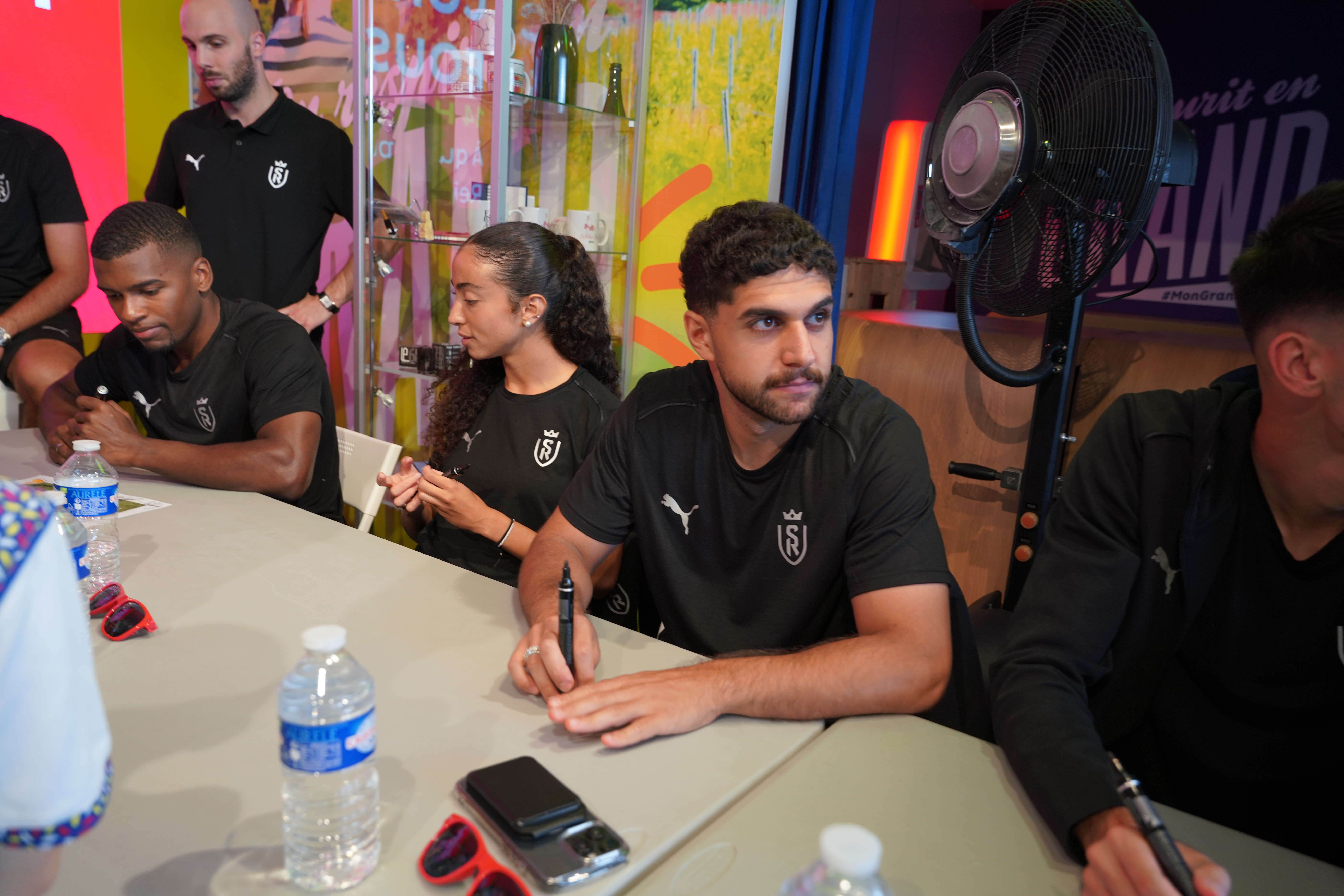
Visite du Stade de Reims.

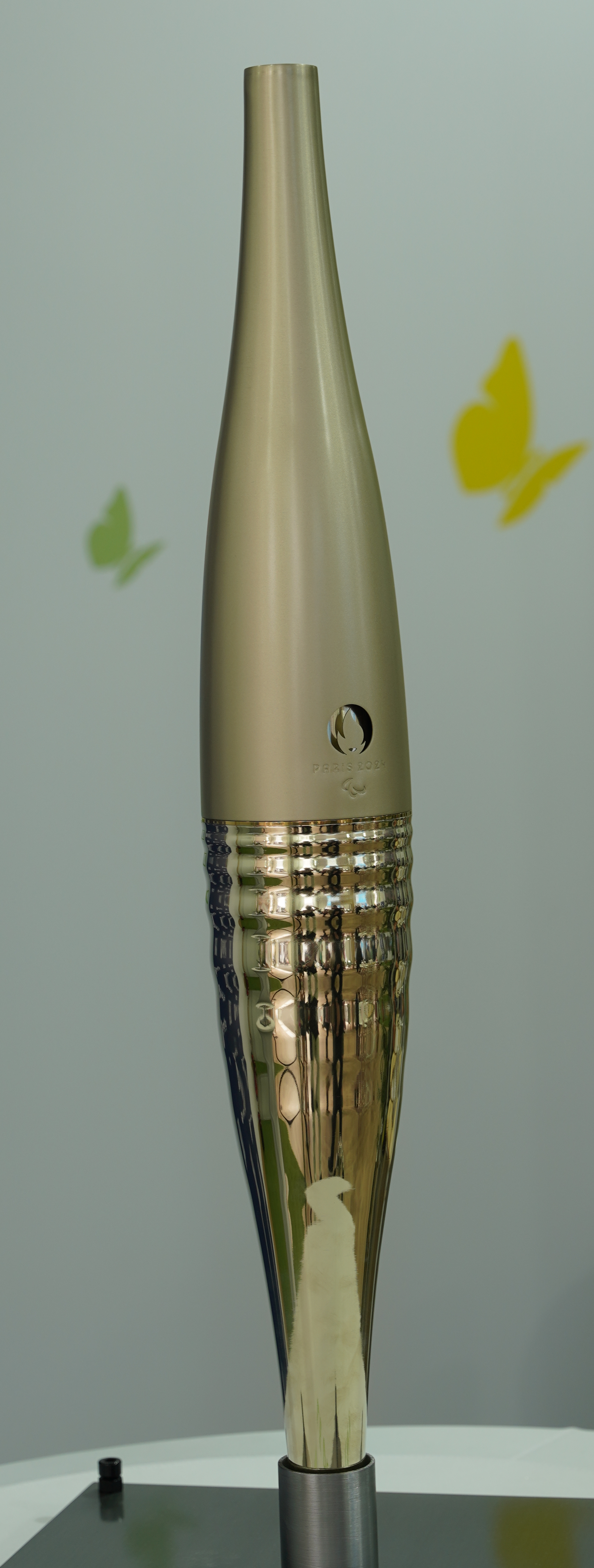
Visite de la flamme olympique.

- 30/08/2024 : Carrefour de stars organisé par la radio Champagne FM : Stéphane[Qui ?], Aliosha Schneider, Helena, Jérémy Frérot et Eddy de Pretto
- 31/08/2024 : Tournée The Voice
- 01/09/2024 : Slimane
- 02/09/2024 : Sheila
- 03/09/2024 : Patrick Fiori
- 04/09/2024 : Santa
- 05/09/2024 : Bigflo et Oli
- 06/09/2024 : Plateau années 80/90/2000
- 07/09/2024 : Pascal Obispo
- 08/09/2024 : Patrick Bruel
- 09/09/2024 : Goldmania